# Fernando Beltrán Cruz
Fernando Beltrán Cruz (Ciudad de México; 8 de mayo de 1998) es un futbolista mexicano que juega como Centrocampista. Su equipo actual es el Club León de la Liga MX.

## Trayectoria

### Inicios
Fernando (Nene) Beltrán ingresó al Atlante FC en 2012, en los equipo sub-15 y Tercera División, después se mantuvo brevemente en la Escuela Alto Rendimiento Tercera División en 2014 para posteriormente unirse a las fuerzas básicas del Guadalajara; en ese mismo año, pasó por las categorías juveniles sub-17 y sub-20 hasta llegar al primer equipo.
Su estatura ha sido de mucha reelevancia y ha sido lo que lo ha llevado al estrellato

### Club Deportivo Guadalajara
Para el Torneo Apertura 2017, fue visto por Matías Almeyda y realizó la pretemporada. 
El 16 de julio de 2017 debutó con el primer equipo en el torneo Campeón de Campeones en la derrota 1-0 ante los Tigres UANL.
El 22 de julio de 2017 debutó en primera división ante el Deportivo Toluca jugando 77 minutos y saliendo de cambio por Ángel López.
El 2 de agosto de 2017 anotó su primer gol con el Club Deportivo Guadalajara ante el Fútbol Club Juárez en la fecha 2 de la Copa MX Apertura 2017.
El 8 de mayo de 2022, justo en el aniversario 116 del Club Deportivo Guadalajara anotó un gol de pierna izquierda contra los Pumas del Club Universidad Nacional.
Actualmente juega para el club de futbol Leon.

## Selección nacional

### Sub-22
El 13 de marzo de 2019, tras buenas actuaciones con las Chivas, así como en la sub-20 llamó la atención del técnico Jaime Lozano, quien lo convocó para los partidos amistosos que sostendría la selección sub-22 contra la selección Escocia e Irlanda del norte de la categoría sub-22, previo a la preparación para el preolímpico de Tokio 2020.[cita requerida]

### Selección absoluta
| Club               | País   | PJ | Goles | Periodo         |
| ------------------ | ------ | -- | ----- | --------------- |
| Selección Mexicana | México | 11 | 0     | 2020 - Presente |

El 24 de septiembre de 2020; Fernando Beltrán fue convocado por Gerardo Martino para disputar un partido amistoso ante Guatemala.
El 30 de septiembre de 2020; Fernando debutó con la selección mexicana entrando de cambio al minuto 68' por Sebastián Córdova en la victoria 3-0 ante Guatemala en el Estadio Azteca.

## Clubes

### Estadísticas
Actualizado al último partido jugado el 29 de abril de 2023.
| Club | Div.          | Temporada     | Liga (1) | Liga (1) | Liga (1) | Copas nacionales(2) | Copas nacionales(2) | Copas nacionales(2) | Copas internacionales(3) | Copas internacionales(3) | Copas internacionales(3) | Total | Total | Total  | Media goleadora |
| Club | Div.          | Temporada     | Part.    | Goles    | Asist.   | Part.               | Goles               | Asist.              | Part.                    | Goles                    | Asist.                   | Part. | Goles | Asist. | Media goleadora |
| --- | ------------- | ------------- | -------- | -------- | -------- | ------------------- | ------------------- | ------------------- | ------------------------ | ------------------------ | ------------------------ | ----- | ----- | ------ | --------------- |
| C. D. Guadalajara · México | 1.ª           | 2017-18       | 8        | 0        | 1        | 5                   | 1                   | 0                   | —                        | —                        | —                        | 13    | 1     | 1      | 0.08            |
| C. D. Guadalajara · México | 1.ª           | 2018-19       | 19       | 0        | 1        | 7                   | 0                   | 0                   | —                        | —                        | —                        | 26    | 0     | 1      | 0.00            |
| C. D. Guadalajara · México | 1.ª           | 2019-20       | 18       | 2        | 0        | 4                   | 0                   | 1                   | —                        | —                        | —                        | 22    | 2     | 1      | 0.09            |
| C. D. Guadalajara · México | 1.ª           | 2020-21       | 34       | 0        | 1        | —                   | —                   | —                   | —                        | —                        | —                        | 34    | 0     | 1      | 0.00            |
| C. D. Guadalajara · México | 1.ª           | 2021-22       | 30       | 2        | 2        | —                   | —                   | —                   | —                        | —                        | —                        | 30    | 2     | 2      | 0.07            |
| C. D. Guadalajara · México | 1.ª           | 2022-23       | 38       | 3        | 4        | —                   | —                   | —                   | —                        | —                        | —                        | 38    | 3     | 4      | 0.08            |
| C. D. Guadalajara · México | 1.ª           | 2023-24       | 18       | 4        | 0        | —                   | —                   | —                   | —                        | —                        | —                        | 18    | 4     | 0      | 0.22            |
| C. D. Guadalajara · México | Total club    | Total club    | 165      | 11       | 9        | 16                  | 1                   | 1                   | —                        | —                        | —                        | 181   | 12    | 10     | 0.62            |
| Total carrera | Total carrera | Total carrera | 165      | 11       | 9        | 16                  | 1                   | 1                   | —                        | —                        | —                        | 181   | 12    | 10     | 0.07            |
| (1) Incluye datos de Primera División de México (2017-Act.) (2) Incluye datos de Campeón de Campeones (2017); Copa México (2017-Act.). (3) Incluye datos de Liga de Campeones de la Concacaf (2018). |               |               |          |          |          |                     |                     |                     |                          |                          |                          |       |       |        |                 |

### Resumen estadístico
| Competición           | Partidos | Goles | Asistencias | Media goleadora |
| --------------------- | -------- | ----- | ----------- | --------------- |
| Primera división      | 129      | 11    | 7           | 0.02            |
| Copas nacionales      | 16       | 1     | 1           | 0.06            |
| Copas internacionales | 0        | 0     | 0           | 0               |
| Selección Mexicana    | 9        | 0     | 0           | 0               |
| Total                 | 154      | 6     | 8           | 0.04            |

## Palmarés

#### Campeonatos internacionales
| Título            | Club             | Sede   | Año  |
| ----------------- | ---------------- | ------ | ---- |
| Liga de Campeones | Guadalajara      | México | 2018 |
| Juegos Olímpicos  | Selección Sub-23 | Tokio  | 2021 |

### Distinciones individuales
| Distinción                                                                  | Año  |
| --------------------------------------------------------------------------- | ---- |
| Incluido en el Once Ideal de la Jornada 1 del Torneo Clausura.              | 2020 |
| Nombrado el mejor jugador del partido Guadalajara vs Tijuana de la Liga MX. | 2020 |
| Incluido en el Once Ideal de la Jornada 8 del Torneo Clausura.              | 2020 |